# سیاه‌قلم آب‌مرکبی

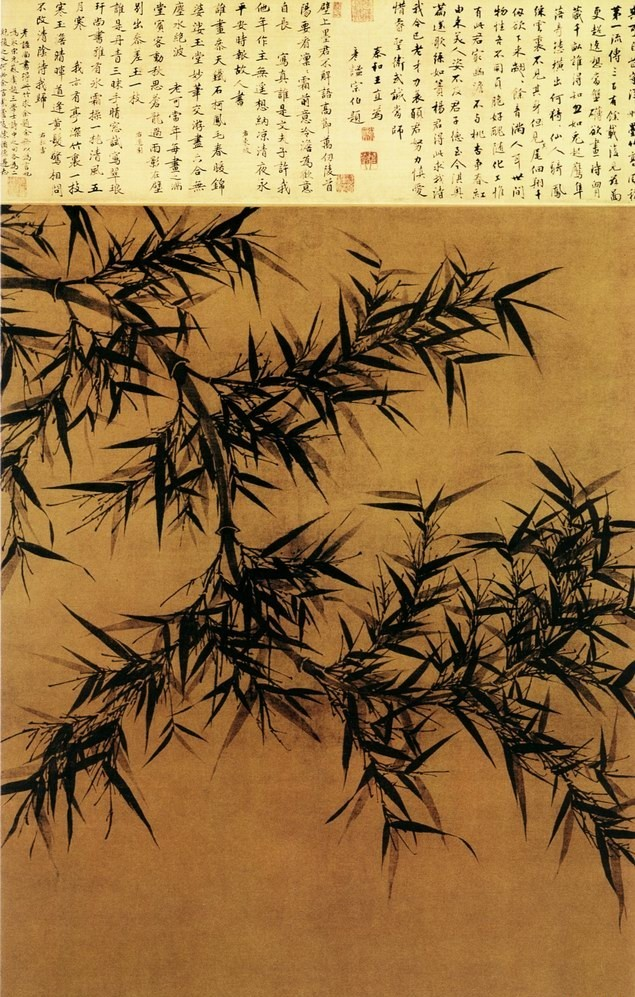

سیاه‌قلم آب‌مرکبی (انگلیسی: Wash) اسلوبی در نقاشی است. سیاه‌قلم آب‌مرکبی، به سیاه‌قلم مرکبی گفته می‌شود که توأم با مرکب آبکی، یا گاهی آبرنگ بسیار رقیق (شُست) اجرا شده باشد.
این اسلوب از دیرباز تا بعد از رنسانس رواج بسیار می‌داشته‌است.